# Pigs on the Wing
"Pigs on the Wing" (Cerdos al vuelo) es un tema que aparece dividido en dos partes en el álbum Animals de Pink Floyd. La primera parte del tema abre el álbum siendo el primer tema del lado A, y la segunda parte cierra el álbum al final del lado B. Se pueden encontrar muchas opiniones sobre el tema, incluso hay quienes sostienen que es un tema de amor que Waters hizo para su esposa. Se apoyan para decir esto en una entrevista en la que Waters mencionó brevemente que el tema era un tema de amor para su mujer. 

## Composición
Más allá del breve comentario de Waters (que puede ser interpretado de muchas formas, tal como es el propio Waters: un individuo polifacético) el tema no es exactamente un tema de amor hacia una mujer. Podría ser tomado como un tema de amor en el más amplio sentido de la palabra, ya que se refiere al "encuentro" y "desencuentro" entre los seres humanos. La expresión "Pigs on the Wing" era utilizada por los pilotos aviadores de la Real Fuerza Aérea británica (RAF, por sus siglas en inglés) y se refería a que tenían un avión enemigo en un punto ciego de su avión. Los puntos ciegos de un avión de combate son los lugares donde el piloto no puede ver porque está tapado por algún elemento de su propio avión. El ejemplo típico es debajo de las alas, ya que las alas de su propio avión tapan la visibilidad del piloto. Cuando un piloto aviador lanzaba por radio: Tengo "Pigs on the Wing", estaba pidiendo ayuda a sus compañeros de escuadrón, indicándoles que tenía un enemigo en un punto ciego de su avión y no podía ver si se acercaba a atacarlo.
La primera parte del tema habla del desencuentro entre personas. Como contrapartida, la segunda parte habla del encuentro entre estas personas. En resumen, el tema expresa que vivir en desencuentro con el resto de los seres humanos es vivir en inseguridad, mientras que vivir en encuentro o armonía con los demás es vivir en seguridad y con tranquilidad.
Su tema (desencuentro versus encuentro) está en perfecta armonía con el concepto de fondo del álbum Animals: las diferentes posturas y conductas de los seres humanos (reflejadas en tres animales distintos: perros, cerdos y ovejas).
El tema tiene un ligero parecido a la canción Mother de la misma banda y que sería escrita posteriormente por Waters para el disco The Wall.

## Músicos
- Roger Waters - voz, guitarra acústica
- Snowy White - solo de guitarra (solo en la versión de 8 tracks)
- Richard Wright - órgano Hammond (solo en la versión de 8 tracks)